# Martin White (hurlingspelare)
Martin White, född 31 juli 1909 i Tullaroan, County Kilkenny, död 12 oktober 2011 i Glasnevin, County Dublin, var en irländsk hurlingspelare. Han spelade mellan 1929 och 1938 för Tullaroan GAA; dessutom representerade han Kilkenny GAA i inter-county turneringar. Därefter spelade han mellan 1939 och 1948 för Blackrock GAA. White var vid tidpunkten för sin död den äldsta levande irländska hurlingmästaren.